# 다나베 겐스케
다나베 겐스케(일본어: 田邊 賢輔 다나베 겐스케[*], 1963년 1월 26일~)는 일본의 비디오 게임 개발자이다. 개발부서 닌텐도 기획제작본부에서 전무로서 비디오 게임 디자이너, 프로듀서 및 디렉터를 맡고 있다.

## 생애
오사카 예술대학을 졸업한 후 1986년 4월, 닌텐도에 입사해 비디오 게임 산업에서 활동을 시작했다.

## 작품
| 출시 | 게임                                        | 역할                          |
| ---- | ------------------------------------------- | ----------------------------- |
| 1987 | 꿈공장 도키도키 패닉                        | 디렉터, 코스 디자인           |
| 1988 | 슈퍼 마리오 브라더스 2                      | 디렉터, 코스 디자인           |
| 1988 | 슈퍼 마리오 브라더스 3                      | 코스 디자인                   |
| 1991 | 젤다의 전설 신들의 트라이포스               | 시나리오 라이터               |
| 1993 | 젤다의 전설 꿈꾸는 섬                       | 시나리오 라이터               |
| 1994 | 스턴트 레이스 FX                            | 맵 디자인                     |
| 1994 | 커비 볼                                     | 맵 디자인                     |
| 1994 | 동키콩 컨트리                               | 추가 지원                     |
| 1995 | 커비의 눈사태                               | 닌텐도 직원                   |
| 1995 | 별의 커비 2                                 | 맵 디자인                     |
| 1995 | 커비의 블록 볼                              | 감독                          |
| 1996 | 슈퍼 마리오 RPG                             | 각본 지도                     |
| 1996 | 별의 커비 슈퍼디럭스                        | 지도                          |
| 1996 | 스타워즈: 섀도스 오브 디 엠파이어           | 일본어판 번역                 |
| 1996 | BS 슈퍼 마리오 USA 파워 챌린지              | 원작 디자인                   |
| 1998 | 젤다의 전설 시간의 오카리나                 | 스크립트 지원                 |
| 1999 | 포켓몬 스냅                                 | 감독                          |
| 2000 | 별의 커비 64                                | 보조 관리자                   |
| 2001 | Hamtaro: Ham-Hams Unite!                    | 조언                          |
| 2001 | 슈퍼 마리오 어드밴스                        | 감독                          |
| 2001 | 매지컬 배케이션                             | 조원                          |
| 2002 | 동물번장                                    | 감독                          |
| 2002 | Hamtaro: Ham-Ham Heartbreak                 | 조언                          |
| 2002 | 이터널 다크니스                             | 감독                          |
| 2002 | 메트로이드 프라임                           | 공동 프로듀서                 |
| 2003 | 기프트피아                                  | 감독                          |
| 2003 | Hamtaro: Rainbow Rescue                     | 조언                          |
| 2004 | 페이퍼 마리오 RPG                           | 감독                          |
| 2004 | 메트로이드 프라임 2: 에코스                 | 프로듀서                      |
| 2005 | 스타폭스: 어썰트                            | 프로젝트 관리                 |
| 2005 | 터치! 커비                                  | 프로듀서                      |
| 2005 | 치비로보!                                   | 프로듀서                      |
| 2005 | 가이스트                                    | 프로듀서                      |
| 2005 | 돌격!! 패미콤 워즈                          | 프로듀서                      |
| 2005 | 메트로이드 프라임 핀볼                      | 프로듀서                      |
| 2005 | 슈퍼 마리오 스트라이커스                    | 프로듀서                      |
| 2006 | 마더 3                                      | 프로듀서                      |
| 2006 | 매지컬 배케이션: 5개의 별이 나란히 설 때    | 프로듀서                      |
| 2006 | 햇병아리 팅클의 장미빛 루피랜드             | 프로듀서                      |
| 2006 | 마리오 vs. 동키콩 2: 미니미니의 대행진!     | 프로듀서                      |
| 2006 | 격투! 커스텀 로보                           | 프로듀서                      |
| 2006 | 별의 커비 도팡 일당의 습격                  | 프로듀서                      |
| 2006 | 익사이트 트럭                               | 프로듀서                      |
| 2006 | 메트로이드 프라임 헌터즈                    | 프로듀서                      |
| 2007 | 슈퍼 페이퍼 마리오                          | 프로듀서                      |
| 2007 | 마리오 파워 사커                            | 프로듀서                      |
| 2007 | 피어라! 치비 로보                           | 프로듀서                      |
| 2007 | 세타                                        | 프로듀서                      |
| 2007 | 돌격!! 패미콤 워즈 VS                       | 프로듀서                      |
| 2007 | 메트로이드 프라임 3: 커럽션                 | 프로듀서                      |
| 2008 | 대난투 스매시 브라더스 X                    | 프로듀서                      |
| 2008 | 캡틴 레인보                                 | 프로듀서                      |
| 2008 | 미스터리 케이스 파일즈: 밀리언에어          | 프로듀서                      |
| 2008 | 별의 커비 울트라 슈퍼 디럭스                | 프로듀서                      |
| 2009 | 피크로스 3D                                 | 프로듀서                      |
| 2009 | Picturebook Games: Pop-Up Pursuit           | 프로듀서                      |
| 2009 | 본사이 바버                                 | 프로듀서                      |
| 2009 | 펀치 아웃!!                                 | 프로듀서                      |
| 2009 | 마리오 vs. 동키콩: 미니미니 재행진!         | 프로듀서                      |
| 2009 | 어서와! 치비 로보! 해피 리치 대청소!        | 프로듀서                      |
| 2009 | 사랑에 빠진 팅클의 사랑의 벌룬 트립         | 프로듀서                      |
| 2009 | 록 앤 롤 클라이머                           | 프로듀서                      |
| 2009 | 메트로이드 프라임: 트릴로지                 | 프로듀서                      |
| 2009 | 숨은 소질을 깨우는 그림교실                 | 프로듀서                      |
| 2009 | Picturebook Games: The Royal Bluff          | 프로듀서                      |
| 2009 | 익사이트바이크: 월드 레이스                 | 프로듀서                      |
| 2009 | 530 에코 슈터                               | 프로듀서                      |
| 2009 | A Kappa's Trail                             | 프로듀서                      |
| 2009 | 익사이트 맹머신                             | 프로듀서                      |
| 2010 | 오라오라 클라이머                           | 부 프로듀서                   |
| 2010 | 마리오 vs. 동키콩: 미니랜드 매이헴!         | 프로듀서                      |
| 2010 | 동키콩 컨트리 리턴즈                        | 프로듀서                      |
| 2011 | 파일럿윙즈 리조트                           | 프로듀서                      |
| 2011 | 미스터리 케이스 파일즈: 맬그레이브 사건     | 프로듀서                      |
| 2011 | 모여라! 커비                                | 중견 프로듀서                 |
| 2011 | 생물 만들기: 크리에이토이                   | 프로듀서                      |
| 2011 | 밀고 당기고                                 | 프로듀서                      |
| 2012 | 별의 커비 20주년 기념 스페셜 컬렉션         | 프로듀서                      |
| 2012 | Art Academy: Lessons for Everyone!          | 프로듀서                      |
| 2012 | Freakyforms Deluxe: Your Creations, Alive!' | 프로듀서                      |
| 2012 | Crashmo                                     | 프로듀서                      |
| 2012 | 더 롤링 웨스턴                              | 프로듀서                      |
| 2012 | 페이퍼 마리오 스티커 스타                   | 프로듀서                      |
| 2012 | 싱 파티                                     | 프로듀서                      |
| 2013 | 루이지 맨션 다크 문                         | 특별 조언                     |
| 2013 | 게임 & 와리오                               | 디렉팅 지원, 게임 디자인      |
| 2013 | 더 롤링 웨스턴: 최후의 호위꾼               | 프로듀서                      |
| 2013 | 마리오 & 동키콩: 미니미니 카니발            | 프로듀서                      |
| 2013 | 동키콩 컨트리 리턴즈 3D                     | 프로듀서                      |
| 2013 | 실사로 치비 로보!                           | 프로듀서                      |
| 2014 | 슈퍼 스매시 브라더스 for 닌텐도 3DS/Wii U   | 원작 감독 (메트로이드 프라임) |
| 2014 | 동키콩 컨트리 트로피컬 프리즈               | 프로듀서                      |
| 2015 | 터치! 커비 슈퍼 레인보                      | 프로듀서                      |
| 2015 | 마리오 vs. 동키콩: 다함께 미니랜드          | 감독                          |
| 2015 | 올가미 액션! 빙글빙글! 치비 로보!           | 프로듀서                      |
| 2015 | 마리오&루이지 RPG 페이퍼 마리오 MIX         | 감독                          |
| 2016 | 미니 마리오 & 프렌즈: 아미보 챌린지         | 프로듀서                      |
| 2016 | 메트로이드 프라임: 페더레이션 포스          | 프로듀서                      |
| 2016 | 페이퍼 마리오 컬러 스플래시                 | 프로듀서                      |
| 2018 | 더 데드 하트 브레이커즈                     | 프로듀서                      |
| 2018 | 메이드 인 와리오 고저스                     | 프로듀서                      |
| 2018 | 루이지 맨션                                 | 프로듀서                      |
| 2018 | 슈퍼 스매시 브라더스 얼티밋                 | 원작 감독 (메트로이드 프라임) |
| 2019 | 루이지 맨션 3                               | 프로듀서                      |
| 2020 | 페이퍼 마리오 종이접기 킹                   | 프로듀서                      |
| 2021 | 즐거움을 나눠라 메이드 인 와리오            | 프로듀서                      |
| 2022 | 마리오 스트라이커즈 배틀 리그               | 프로듀서                      |
| TBA  | 메트로이드 프라임 4                         | 프로듀서                      |